# アマレット (映画)
『アマレット』は、2004年製作の日本映画。音楽グループ ドリームズ・カム・トゥルーが原案を出し、製作・出演した映画。アマレット（amoretto）とは、イタリア語で「少し苦いもの」「友達以上恋人未満」という意味。

## ストーリー
観音崎すみれと安田康夫は、売れないフォークデュオの「アマレット」として活動して10年になる。ドリームズ・カム・トゥルーの吉田美和と中村正人に容貌の似た2人は、生活のため、彼らのそっくりさんデュオとしてマネージャーの桃井田ハチと共に、地方巡業に忙しい日々を送っている。もう若いとは言えない2人は時には喧嘩し、時にはお互いを気遣いながら仕事を続けていくが、ある時それぞれにスカウトの話がやってくる……。

## 主題歌
- DREAMS COME TRUE「ラヴレター」
- 作詞：吉田美和　作曲：吉田美和　中村正人　編曲：中村正人
- (DCT records/UNIVERSAL MUSIC)

## スタッフ
- 監督：森淳一
- 原案：中村正人、吉田美和
- 脚本：一色伸幸
- 音楽：DREAMS COME TRUE、大谷幸
- エグゼクティブプロデューサー：中村正人、吉田美和、久保幸則、水川真理子
- プロデュース：森谷雄、西前俊典
- 撮影：中山光一
- 撮影技術：林正実
- 照明：花岡正光
- 美術監督：茂木豊
- 録音：岡本立洋
- 編集：松尾浩
- サウンドデザイン：志田博英
- 助監督：八木一介
- 制作担当：中村和樹
- メイク：清水惇子
- 企画・製作：DCT entertainment
- 制作プロダクション：アットムービー・ジャパン
- 特別協力：本田技研工業 & ホンダ・オデッセイ

## 出演
- 観音崎すみれ - 吉田美和
- 安田康夫 - 中村正人
- 桃井田ハチ - 伊藤淳史
- 鐙雄一郎 - 夏八木勲
- 女子高生 - 宮崎あおい
- オレオレ詐欺の男 - 陣内孝則(声の出演)
- すみれの実家の料亭･板長 - 剛たつひと
- DACレコード　プロデューサー・大西隆 - 小林すすむ
- DACレコード　プロデューサー・鎌田伸幸 - 高杉瑞穂
- DACレコード　部長・大島伸久 - ケイ・グラント
- 中村正人 - 肥後克広
- タクシー運転手 - 劇団ひとり

## 劇場公開
2004年12月25日日本公開。配給はDCT entertainmentとアットムービー・ジャパン。

## DVD
2005年11月30日に「アマレット SPECIAL COLLECTORS EDITION」として発売。60分のドキュメントも収録。サウンドトラックを収録したDVD付き。また、同日に発売されたCD「JET!!!/SUNSHINE」きくみるセットに本編のみを収録したDVDが付いた。